# Mende Volley Lozère
Maillots
Le Mende Volley Lozère était un club français de volley-ball disparu à l'issue de la saison 2023-2024.
L'équipe première a longtemps évolué en Ligue B, soit le 2e échelon du Championnat de France de volley-ball masculin. 
Le club était basé dans la ville de Mende, dans le département de la Lozère. De sa fondation en 1983 à l'issue de la saison 2012-2013, le club portait le nom de Mende Volley-Ball. 

## Historique

### La création, la région

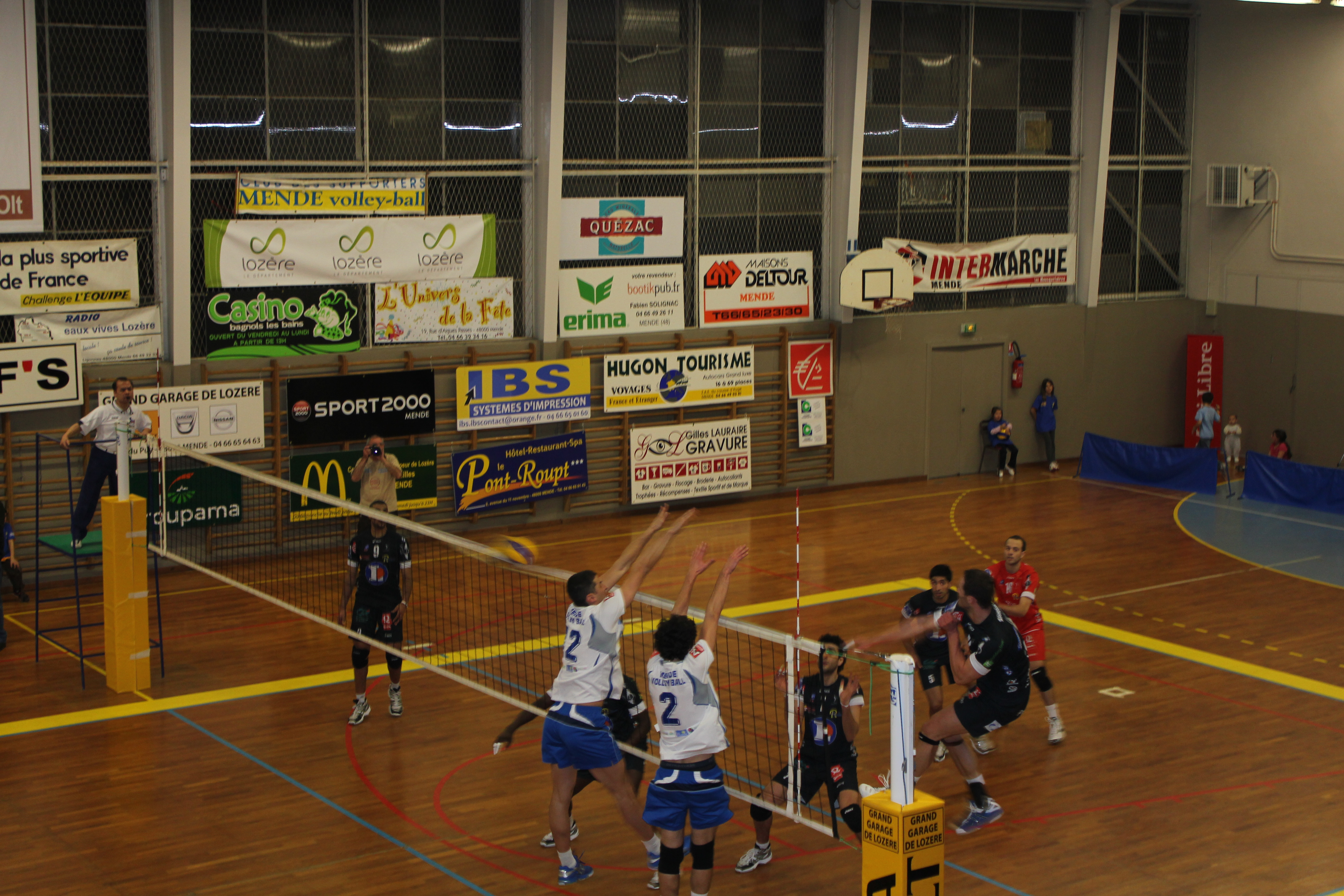
16e de finale de la Coupe de France 2010-2011 contre le Tours VB.

Le club a été fondé en 1983, et l'équipe senior masculine a atteint l'élite régionale en 1987. Après avoir lutté quelques années pour atteindre le niveau national, le club parvient à gagner sa place en nationale 3 à la fin de la saison 2002-2003.

### La rapide ascension
Lors de la saison 2006-2007, le club atteint le 4e tour de la coupe de France (8e de finales), après avoir sorti Marignane (N3), Villejuif (N2) et Castres (N1). Le club échoue à ce tour contre l'équipe professionnelle du Foyer Laïque Saint-Quentin Volley-Ball. Cette même saison, le club finit à la 2e place de sa poule, ce qui lui permet de disputer les barrages d'accession en nationale 2. C'est finalement le club d'Arles qui remporte le barrage.
Lors de la saison 2008-2009, le MVB finit premier de la poule A, et accède donc à la nationale 2. De plus, le club est choisi comme hôte de la phase finale de ce championnat de France de Nationale 3. À l'issue de la phase finale, opposant 4 équipes de métropole et 2 des DOM-TOM, le MVL devient champion de France.
Pour sa première saison (2009-2010) à cet échelon, le Mende VB se maintient en Nationale 2. La saison suivante, le club remporte brillamment les premiers tours de la coupe de France et se hisse en 16e de finale, où il s'incline face au Tours Volley-Ball, et accède à la nationale 1 au terme d'une saison presque sans faute.

### La découverte de la N1
Pour sa première saison en N1, le MVB obtient assez rapidement son maintien, s'offrant finalement une 6e place honorable. La saison suivante, qui voit un changement de règlement (2 poules géographiques dans la première partie de saison, puis 2 poules de niveau), est plus compliquée. Le MVB termine 7e sur 8 lors de la première phase, et est donc placé dans la poule de relégation.
Même si le bilan de la seconde partie de saison est légèrement meilleur, cela ne suffit pas pour assurer le maintien, et le club est donc relégué en N2.

### Le retour en N2 avec un nouveau nom

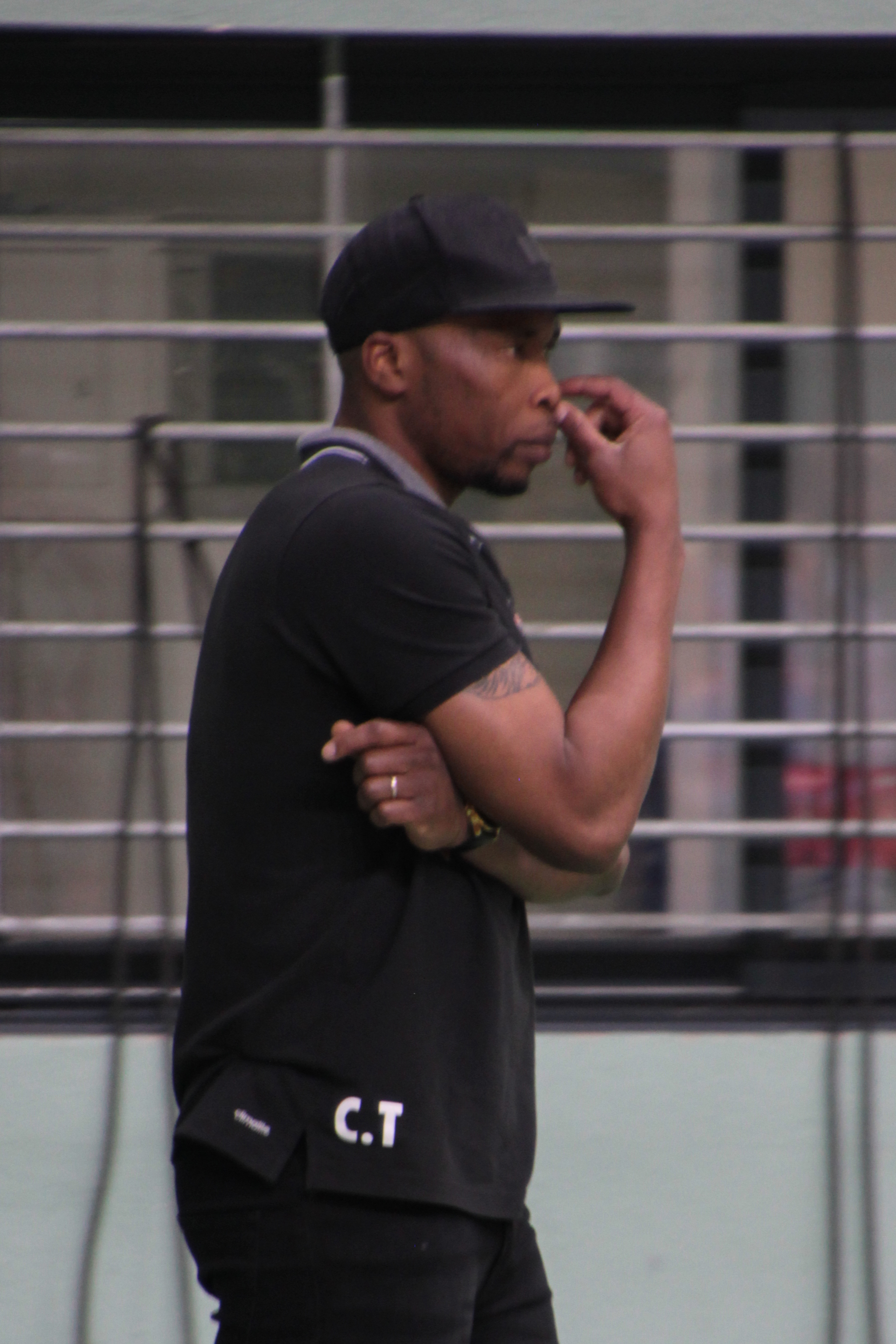
Constant Tchouassi, l'artisan de la montée en puissance du MVL, d'abord joueur puis entraîneur.

Au début de la saison 2013-2014, le MVB annonce un changement de nom au profit du Mende Volley Lozère (MVL). Le club se retrouve alors dans la poule B du championnat de N2. Dès les premiers matchs, le MVL joue les premiers rôles, mais doit partager la tête avec le VB Villefranche Beaujolais. Le dernier match de la saison oppose d'ailleurs les deux équipes sur le terrain de Villefranche, alors que les deux équipes sont à égalité. À l'issue du tie-break du 5e set, c'est finalement Villefranche qui l'emporte et gagne sa place en Élite. Toutefois, au cours de l'été 2014, plusieurs équipes refusent la montée, et le MVL se voit offrir également une place en Élite grâce à sa place de meilleur second de Nationale 2. Le MVL retrouve donc l'antichambre du monde professionnel, un an après l'avoir quitté.
Peu avant le début de la saison, le président Jean-Marie Velay cède sa place à Vincent Mouton, qui fut président dans les années 1980. La nouvelle saison en élite s'avère assez compliquée en termes de résultats. L'équipe manque de peu les playoffs et est finalement reléguée à l'issue de la deuxième phase. Cela ne stoppe toutefois pas les ambitions du MVL qui réalise presque un sans faute pour la saison 2015-2016, ne perdant que 2 matchs (un lors de la première phase, et un durant les playoffs). Terminant premier de sa poule à l'issue des playoffs, le MVL est ainsi qualifié pour les finales du championnat de France de NM2 à Épinal. Les mendois disposent alors du Tampon Gecko TGV (La Réunion) 2 sets à 1, puis du CA Brive (2-0) et du SAS Épinal (2-0) pour s'emparer du titre de champion de France.

### L'élite et les ambitions

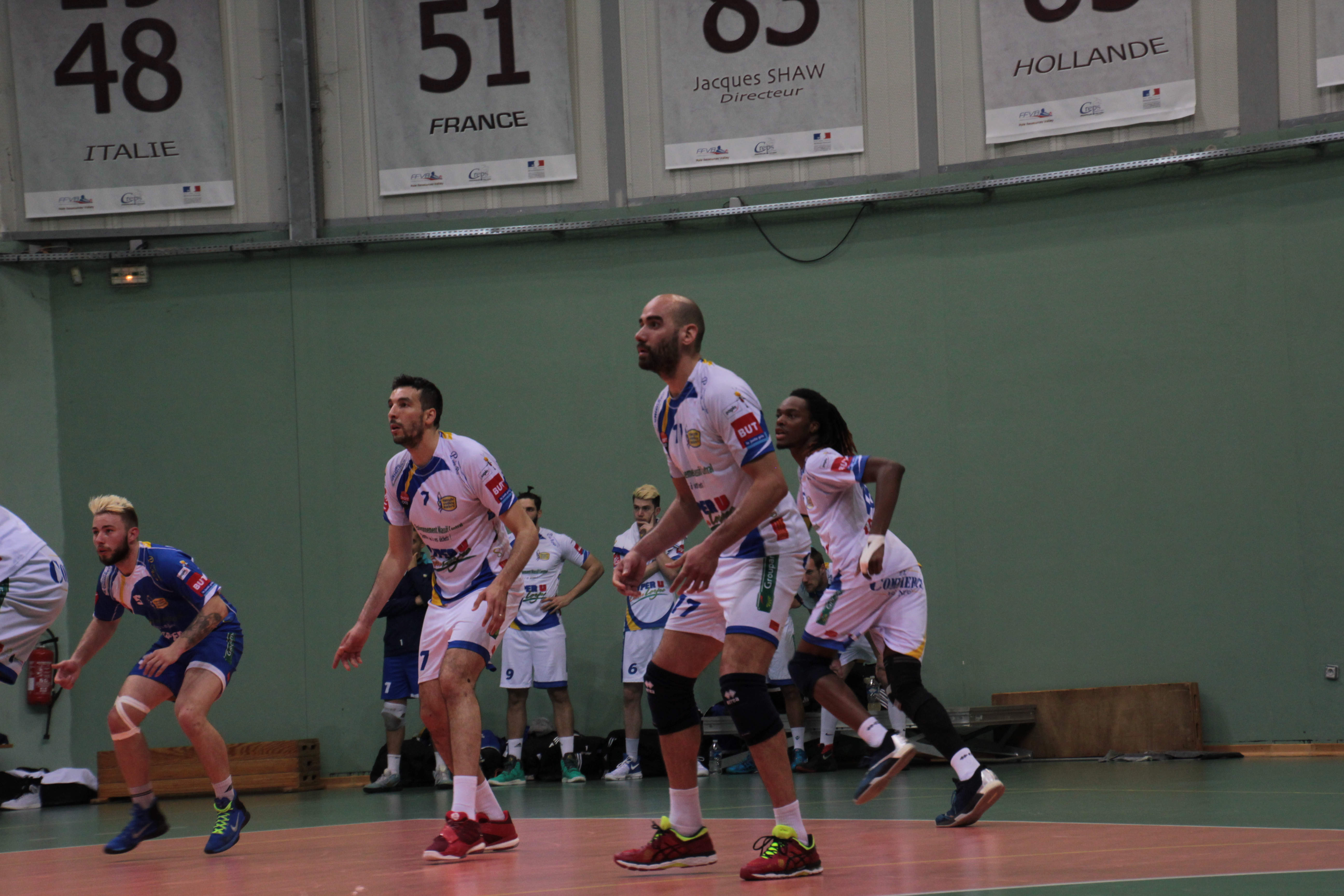
Le MVL à la réception en avril 2017.

Pour la saison Élite 2016-2017, le MVL affiche rapidement ses ambitions. Malgré une défaite sur le parquet d'Avignon, les Mendois terminent la première phase à la place de leader de sa poule.
Le 11 mars, à Clermont-Ferrand, le MVL remporte la coupe de France fédérale (amateurs), en battant en finale le Conflans-Andrésy-Jouy Volley-Ball (National 2) 3 sets à 2.
À une journée de la fin de saison, le MVL s'assure sportivement l'accession en Ligue B. Toutefois, le club n'ayant pas rempli toutes les conditions administratives, le MVL n'est pas autorisé à monter et effectue la saison 2017-2018 en Élite.
Lors de la saison 2017-2018, du fait de sa victoire en coupe de France amateur, le club est invité à participer à la Coupe de France professionnelle. Pour son entrée en lice en 16e de finale, les Mendois réalisent un premier exploit en éliminant l'AS Orange Nassau (ligue B). Exploit réédité lors du tour suivant face au Nice VB. Le MVL devient ainsi, conjointement avec le Martigues VB, la première équipe de troisième niveau à se qualifier pour un quart de finale de la compétition. Le MVL est cependant éliminé en quart par le Tourcoing LM (futur vainqueur de l'épreuve).

### La Ligue B
Le club joue sa première saison en ligue B en 2018-2019 et termine à la 9e, ce qui ne lui permet pas de participer aux play-offs. 
La saison suivante est annulée au milieu du mois d'avril 2020 en raison de la pandémie de Covid-19. En 2020-2021, le MVL se hisse à la 4e place de la saison régulière et participe pour la première fois aux play-offs. La saison suivante est moins glorieuse, le MVL échoue une fois de plus à accéder aux play-offs, terminant 10e, et ne doit son maintien en Ligue B qu'à l'absence de descente cette saison-là. Néanmoins, une grande partie de cet effectif très jeune est conservé pour la saison 2022-2023. Avec un an d'expérience de plus, le MVL crée la sensation dès le début de saison en prenant rapidement la tête du championnat, à la lutte avec Saint-Quentin, Saint-Jean-d'Illac et l'AS Cannes. 
Notamment emmené par son pointu international argentin Manuel Balagué, le MVL termine premier de la saison régulière, ce qui lui permet d'avoir l'avantage du terrain pour l'ensemble des rencontres. À l'issue d'un dernier match serré, le club s'incline cependant en finale contre l'AS Illac qui obtient donc son ticket pour la Ligue A.
Pour la saison 2023-2024, l'équipe change de visage, l'entraîneur Constant Tchouassi part vers l'Allemagne pour un nouveau défi, il est remplacé par l'ancien entraîneur de Cannes, le Canadien Jason Haldane. 
Avec un effectif partiellement renouvelé, la saison régulière est plus compliquée que la saison précédente, mais les mendois arrivent cependant à la terminer à la 8e place, synonyme d'une qualification en play-offs. En  de finale, ils échouent face au futur champion, l'AS Cannes. 
Déjà plus petit budget du championnat, le club est en proie a des difficultés financière et doit déposer le bilan à l'issue de la saison.

## Identité du club
Le nom du club n'a connu qu'un changement, à l'issue de la saison 2013, afin d'adjoindre le nom du département, et devenir ainsi le Mende Volley Lozère.
Le club arbore les couleurs jaunes et bleu de la ville de Mende, mais joue principalement en bleu et blanc.

Logo de ? à 2013
Logo de 2013 à 2014
Logo de 2014 - 2024

## Palmarès et résultats sportifs

### Titres et trophées
| Compétitions nationales | Compétitions régionales                                  |
| - Ligue B - 1er de la saison régulière et vice-champion : 2023 - Champion de France N2 - Champion : 2016 - Champion de France N3 - Champion : 2009 - Coupe de France (amateur) - Vainqueur : 2017 - Coupe de France (pro) - Meilleure performance : 1/8e de finaliste en 2007 | - Pré-Nationale Languedoc-Roussillon : - Champion : 2003 |

Jeunes
- 2005-2006 : 5e aux phases finales benjamins à Alès
- 2006-2007 : 3e aux phases finales benjamins à Pfastatt
- 2007-2008 : Vice-champions de France minimes masculins UNSS (collège Bourrillon)
- 2008-2009 : Champions de France minimes masculins UNSS (collège Bourrillon)
- 2008-2009 : Champions Régionaux minimes masculins
- 2009-2010 : 8e de France en cadet (fédéral) - 7e de France en cadet (UNSS excellence)
- 2010-2011 : Champions Régionaux cadet - 3e au championnat de France UNSS "établissement" cadet - 6e de France en minime (UNSS excellence)
- 2015-2016 : Champions Régionaux M17 Masculin - Vice Champion Grande Région M17 Masculin

### Bilan par saison
À l'issue de la saison 2015-2016, le Mende Volley Lozère totalise 3 participations en championnat Élite (3e division), le plus haut niveau atteint par le club. Le club a également participé à au moins 5 éditions de la coupe de France.
Le tableau ci-dessous récapitule tous les matchs officiels connus et disputés par le club mendois dans les différentes compétitions nationales à l'issue de la saison 2016-2017 :
| Championnats                               | Saisons | Titres | J   | G  | P  | SP  | SC  |
| Élite / NM1                                | 4       | 0      | 104 | 55 | 49 | 207 | 202 |
| NM2                                        | 4       | 1      | 94  | 77 | 17 | ?   | ?   |
| NM3                                        | 6       | 1      | 130 | 84 | 46 | ?   | ?   |
| Prénational                                | ?       | 1      | ?   | ?  | ?  | ?   | ?   |
| Coupes nationales                          | Saisons | Titres | J   | G  | P  | SP  | SC  |
| Coupe de France Pro. (depuis 2012-2013)    | 1       | 0      | 1   | 0  | 1  | 1   | 3   |
| Coupe de France Amateur (depuis 2012-2013) | 5       | 1      | 18  | 14 | 4  | 41  | 21  |
| Coupe de France (avant 2012-2013)          | ?       | 0      | ?   | ?  | ?  | ?   | ?   |

## Structures du club
| \| Gymnase Piencourt Gymnase E. Peytavin \| Emplacement des différents · stades à Mende. |
| Gymnase Piencourt Gymnase E. Peytavin                                                    |

### Salles
Le Mende Volley Lozère évolue principalement au gymnase Piencourt, situé en centre-ville de Mende. La salle dispose d'une tribune unique pouvant accueillir environ 450 personnes.
Le club dispose également d'une autre salle pour les entraînements et certaines compétitions jeunes au niveau du gymnase du Lycée Émile Peytavin.
Lors de l'organisation des finales du championnat de France de Nationale 3 en 2009, le gymnase Piencourt n'étant pas disponible, la compétition a été organisée au gymnase de la Vernède (salle où réside habituellement le Mende Gévaudan Club Handball).
Au cours de la saison 2023-2024, le sol du gymnase Piencourt est rénové afin de répondre aux exigences de la Ligue nationale de volley.

### Aspects juridiques et économiques
L'organigramme administratif, pour la saison 2018-2019, est le suivant : 
- Président : Philippe Jouve
- Vice-présidents : Jean-Marie Velay et Vincent Mouton
- Conseiller du président : Olivier Dalle
- Secrétaire : Christian Barthier
- Trésorier : Gilles Rousset

L'organigramme technique, pour la saison 2016-2017, est le suivant :
| Équipes seniors - Senior masculin 1 (Élite) : Constant Tchouassi - Senior masculin 2 (Pré-nationale) : Antoine Couturier - Senior féminin (Pré-nationale) : Amale Bai-Iche | Équipes jeunes masculines - U17 : Antoine Couturier - U15 : Amale Bai-iche - U13 : Jean-Michel Le Bars - U11 : Sofian Amorim/Antoine Couturier | Équipes jeunes féminines - U17/U20 : Carlos Antony - U15 : Angelo Teno/Amale Bai-iche - U13 : Amale Bai-iche - U11 : Ali Kerboua/Antoine Couturier |

## Effectifs

### L'équipe vice-championne de France de L2 2022-2023
| No                              | Nom                             | Date de naissance               | Taille                       | Poids                        | Poste                        |
| ------------------------------- | ------------------------------- | ------------------------------- | ---------------------------- | ---------------------------- | ---------------------------- |
| 1                               | Esteban Leray                   | 22 mars 1999                    | 190                          |                              | Réceptionneur-attaquant      |
| 3                               | Terell Tchouassi                | 10 mai 2005                     | 195                          |                              | Réceptionneur-attaquant      |
| 5                               | Louis Perlade                   | 7 septembre 2004                | 180                          |                              | Libero                       |
| 6                               | Maxime Cheung                   | 3 août 1997                     | 181                          |                              | Libero                       |
| 7                               | Ali Kerboua                     | 17 avril 1983                   | 197                          |                              | Réceptionneur-attaquant      |
| 8                               | Robin Néraudau                  | 18 mars 1999                    | 199                          |                              | Passeur                      |
| 10                              | Jonas Fidelis Paixao (Robinho)  | 17 octobre 1996                 | 183                          |                              | Réceptionneur-attaquant      |
| 12                              | Manuel Balague                  | 12 août 1998                    | 181                          |                              | Passeur                      |
| 13                              | Samuel Njok                     | 6 décembre 2004                 | 194                          |                              | Passeur                      |
| 14                              | Lenny Socrier                   | 15 mars 1999                    | 201                          |                              | Central                      |
| 15                              | Matheus Faustino                | 29 mai 1997                     | 205                          |                              | Central                      |
| 16                              | Lucas Salles                    | 27 juin 1996                    | 202                          |                              | Central                      |
| 17                              | Wilson Silva                    | 5 juin 1999                     | 195                          |                              | Réceptionneur-attaquant      |
| 18                              | Yeessyn Ben Rhouma              |                                 |                              |                              | Passeur                      |
|                                 |                                 |                                 |                              |                              |                              |
| Encadrement technique           | Encadrement technique           |                                 | Légende                      | Légende                      | Légende                      |
| Entraîneur : Constant Tchouassi | Entraîneur : Constant Tchouassi | Entraîneur : Constant Tchouassi | : Capitaine                  | : Capitaine                  | : Capitaine                  |
| Entraîneur(s) adjoint(s) :      | Entraîneur(s) adjoint(s) :      | Entraîneur(s) adjoint(s) :      | : Joueur blessé actuellement | : Joueur blessé actuellement | : Joueur blessé actuellement |

### L'équipe championne de France de N2 2015-2016
| No                              | Nom                             | Date de naissance               | Taille                       | Poids                        | Poste                        |
| ------------------------------- | ------------------------------- | ------------------------------- | ---------------------------- | ---------------------------- | ---------------------------- |
| 1                               | Sofiane Kadour                  | 9 décembre 1983                 | 180                          |                              | Libero                       |
| 3                               | Vatéa Tauraa                    |                                 | 185                          |                              |                              |
| 4                               | Constant Tchouassi              | 21 octobre 1978                 | 193                          |                              | Attaquant                    |
| 6                               | Loïc Baccam                     | 15 août 1986                    | 182                          |                              | Passeur                      |
| 7                               | Ali Kerboua                     | 17 avril 1983                   | 197                          |                              | Réceptionneur-attaquant      |
| 9                               | Anthony Velay                   | 5 mars 1987                     | 194                          |                              | Attaquant                    |
| 11                              | Jonathan Fadier                 | 29 avril                        | 200                          |                              | Central                      |
| 13                              | Angelo Teno                     | 1er janvier 1985                | 187                          |                              | Passeur                      |
| 15                              | Mathieu Sarrus                  |                                 |                              |                              | Réceptionneur-attaquant      |
| 16                              | Olivier Fabre                   | 6 décembre 1986                 | 205                          |                              | Central                      |
| 17                              | Carlos Antony                   | 23 avril 1988                   |                              |                              | Réceptionneur-attaquant      |
| 14                              | Moussé Gueye                    | 11 novembre 1996                | 198                          |                              | Central                      |
| 999                             | Anthony Chaillou                |                                 |                              |                              | Libero                       |
| 999                             | Arthur Caudet                   |                                 |                              |                              | Passeur                      |
|                                 |                                 |                                 |                              |                              |                              |
| Encadrement technique           | Encadrement technique           |                                 | Légende                      | Légende                      | Légende                      |
| Entraîneur : Constant Tchouassi | Entraîneur : Constant Tchouassi | Entraîneur : Constant Tchouassi | : Capitaine                  | : Capitaine                  | : Capitaine                  |
| Entraîneur(s) adjoint(s) :      | Entraîneur(s) adjoint(s) :      | Entraîneur(s) adjoint(s) :      | : Joueur blessé actuellement | : Joueur blessé actuellement | : Joueur blessé actuellement |

### L'équipe championne de France de N3 2008-2009
| No                           | Nom                          | Date de naissance            | Taille                       | Poids                        | Poste                        |
| ---------------------------- | ---------------------------- | ---------------------------- | ---------------------------- | ---------------------------- | ---------------------------- |
| 1                            | Sofiane Kadour               | 9 décembre 1983              | 180                          |                              | Libero                       |
| 3                            | Anguel Vassilev              | 2 septembre 1967             | 190                          |                              | Passeur                      |
| 4                            | Ianiss Vassilev              | 7 décembre 1990              | 190                          |                              | Passeur                      |
| 7                            | Renan Le Floch               | 27 janvier 1973              | 196                          |                              | Central                      |
| 8                            | Fabrice Giraudet             | 25 juillet 1972              | 191                          |                              |                              |
| 9                            | Anthony Velay                | 5 mars 1987                  | 194                          |                              | Attaquant                    |
| 10                           | Grégory Gagliano             | 6 mars 1980                  | 197                          |                              | Central                      |
| 11                           | Rodolphe Bouquet             | 9 décembre 1974              | 170                          |                              | Passeur                      |
| 13                           | Éric Bellon                  | 24 mai 1974                  | 194                          |                              | Réceptionneur-attaquant      |
| 15                           | Jean-Paul Wickerd            | 30 octobre 1985              | 204                          |                              | Attaquant                    |
| 16                           | Jean-Pierre Faisse           | 18 avril 1979                | 200                          |                              | Central                      |
|                              |                              |                              |                              |                              |                              |
| Encadrement technique        | Encadrement technique        |                              | Légende                      | Légende                      | Légende                      |
| Entraîneur : Anguel Vassilev | Entraîneur : Anguel Vassilev | Entraîneur : Anguel Vassilev | : Capitaine                  | : Capitaine                  | : Capitaine                  |
| Entraîneur(s) adjoint(s) :   | Entraîneur(s) adjoint(s) :   | Entraîneur(s) adjoint(s) :   | : Joueur blessé actuellement | : Joueur blessé actuellement | : Joueur blessé actuellement |

### Entraineurs
- 2008 - 2009 :  Anguel Vassilev
- 2011 - 2012 :  Jean-Michel Le Bars
- 2012 - 2023 :  Constant Tchouassi
- 2023 - 2024 :  Jason Haldane

## Joueurs célèbres ou marquants
- Éric Bellon, ancien joueur du Avignon Volley-Ball
- Grégory Gagliano, international français de beach-volley
- Fabrice Giraudet, ancien joueur professionnel et ex international A'
- /  Constant Tchouassi, international camerounais
- /  Anguel Vassilev, international bulgare
- /  Viktor Sharaliev, international bulgare
- Yannick Salvetti, international de beach-volley
- Julien Bourdon, depuis au Nice VB (Pro A)

## Équipementiers
- Saison ? – Saison 2020/21 : Kappa[5]
- Saison 2021/22 – Saison ? : Hummel[5]

## Sources et références
1. ↑  « Ligue B : le dépôt de bilan de Mende Lozère est acté », sur L'Est républicain, 6 juin 2024
2. ↑  « FFVB », sur www.ffvbbeach.org (consulté le 22 juillet 2016)
3. ↑  Échec au 2e tour du barrage de promotion
4. ↑  « Sur son tout nouveau sol au Piencourt, le Mende Volley Lozère veut l’emporter face à Fréjus », sur Midi Libre Lozère, 5 janvier 2024
5. 1 2  « Mende VL - Album photos Facebook : Photos de couverture »